# Рівередж (Нью-Джерсі)
Рівередж (англ. River Edge) — місто (англ. borough) в США, в окрузі Берген штату Нью-Джерсі. Розташоване на західному березі річки Хакенсак. Межує з містами Парамус, Ораделл, Нью-Мілфорд та Хакенсак. Населення — 12 049 осіб (2020).

## Географія
Рівередж розташований за координатами 40°55′36″ пн. ш. 74°2′15″ зх. д. / 40.92667° пн. ш. 74.03750° зх. д. (40.926766, -74.037468).  За даними Бюро перепису населення США в 2010 році місто мало площу 4,91 км², з яких 4,80 км² — суходіл та 0,11 км² — водойми.

## Демографія

Згідно з переписом 2010 року, у селищі мешкало 11 340 осіб у 4134 домогосподарствах у складі 3164 родин. Було 4261 помешкання
Расовий склад населення:
| - 73,4 % — білих - 22,2 % — азіатів - 1,5 % — чорних або афроамериканців - 0,1 % — вихідців з тихоокеанських островів - 0,1 % — корінних американців - 1,3 % — осіб інших рас |

До двох чи більше рас належало 1,5 %. Частка іспаномовних становила 7,7 % від усіх жителів.
За віковим діапазоном населення розподілялося таким чином: 26,0 % — особи молодші 18 років, 60,2 % — особи у віці 18—64 років, 13,8 % — особи у віці 65 років та старші. Медіана віку мешканця становила 41,4 року. На 100 осіб жіночої статі у селищі припадало 92,8 чоловіків;  на 100 жінок у віці від 18 років та старших — 88,4 чоловіків також старших 18 років.
Середній дохід на одне домашнє господарство  становив 124 593 долари США (медіана — 103 607), а середній дохід на одну сім'ю — 140 581 долар (медіана — 131 490). Медіана доходів становила 68 235 доларів для чоловіків та 66 544 долари для жінок. За межею бідності перебувало 3,6 % осіб, у тому числі 2,1 % дітей у віці до 18 років та 2,0 % осіб у віці 65 років та старших.
Цивільне працевлаштоване населення становило 6075 осіб. Основні галузі зайнятості: освіта, охорона здоров'я та соціальна допомога — 23,9 %, науковці, спеціалісти, менеджери — 14,6 %, мистецтво, розваги та відпочинок — 10,3 %, фінанси, страхування та нерухомість — 9,3 %.